# Чебурек
Чебуре́к (також чібере́к, чибире́к або чібєрє́к; крим. çiberek; урум. чырчыр) — пиріжок із прісного тіста з баранячим фаршем та гострими приправами, засмажений в олії. Іноді як начинку використовують сир. Чебурек є традиційною стравою кухонь кримських татар та приазовських греків.

## Назва
Більшість жителів України знають цю страву під назвою «чебурек».
Назва кримськотатарської страви «чіберек» (крим. çiberek) походить від çiğ — «сирий» і бурек, börek — «пиріжок». Під назвою «чіберек» Міністерство культури та інформаційної політики України включило цю страву як традиційну для кримських татар до Національного переліку нематеріальної культурної спадщини України.
«Чырчыр» — назва страви в урумів Надазов'я.

## Історія
Страва здобула широку популярність в Російській Імперії наприкінці XIX століття у зв'язку з початком масового туризму до Криму. Наприкінці 1940-х років, у зв'язку з депортацією кримських татар, згадки про походження страви зникають з енциклопедій та нових видань; натомість, страву намагаються представити як «східну».

## Приготування
Із борошна, води та кухонної солі замішують круте тісто, витримують його 30 хв та розкачують до товщини 2 мм. Із тіста вирізують круги, змащують краї яйцем, а на середину кладуть фарш. Один край загинають, надаючи чебуреку форму півмісяця. Для фаршу жирну баранину очищують від кісток та сухожиль, відтак разом зі смаженою цибулею пропускають через м'ясорубку, додаючи сіль, перець, воду, і все це добре перемішують. Виріб смажать у великій кількості олії або гідрогенізованого жиру[джерело?] за температури 200 °C.

## Технологія споживання
Подають гарячим після приготування та споживають без допомоги столового приладдя. Під час їди рекомендують тримати чебурек руками прямовисно. Їсти варто починати з верхнього кінця, бо часто через технологічні особливості всередині чебурека міститься багато жиру, який може витекти назовні й забруднити руки та одяг.

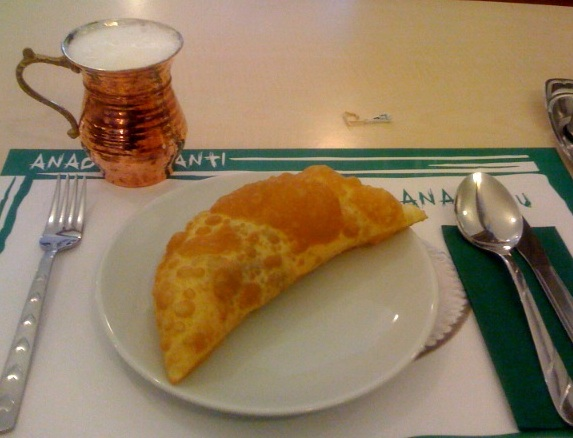
Поданий з айраном
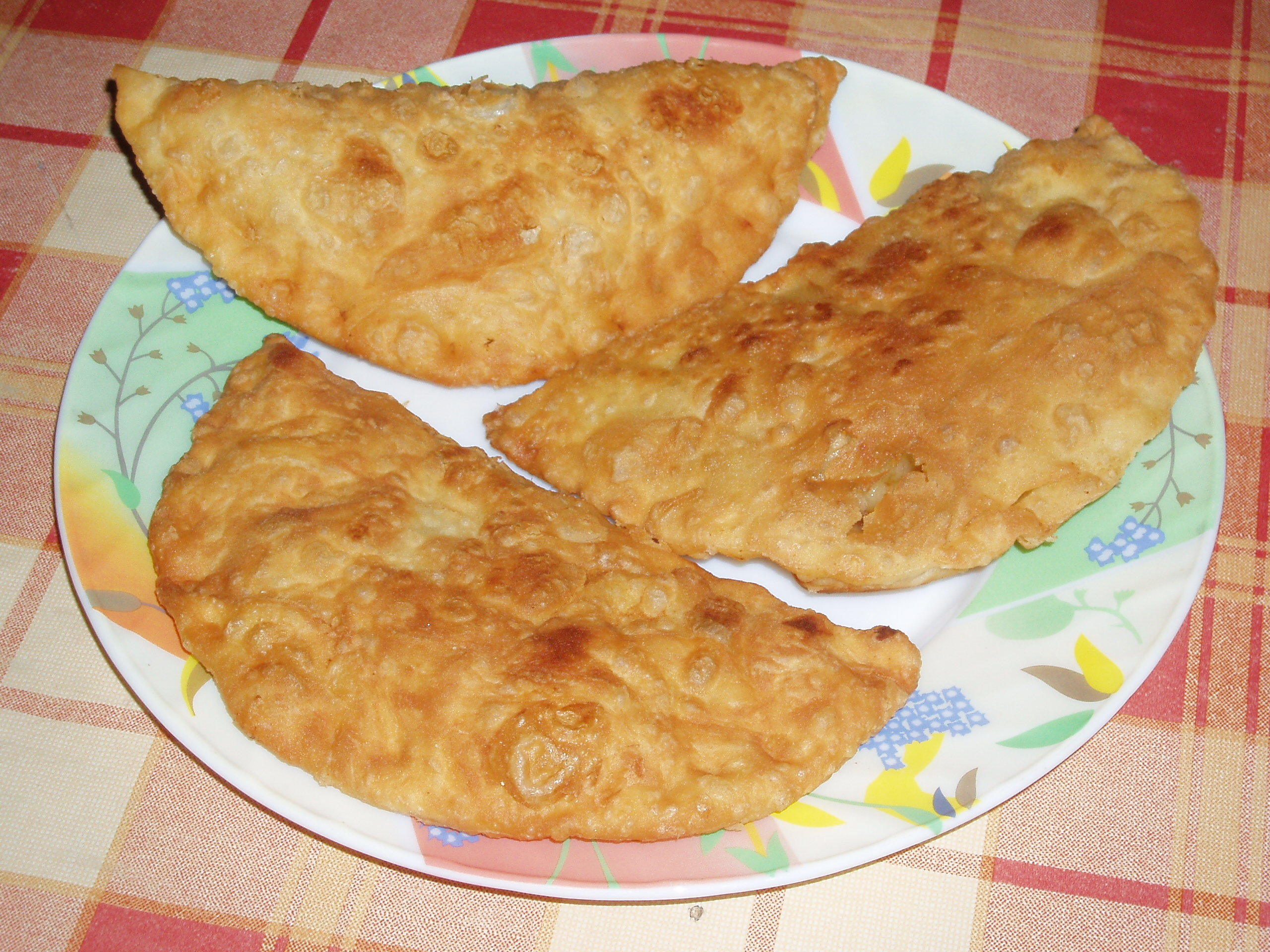
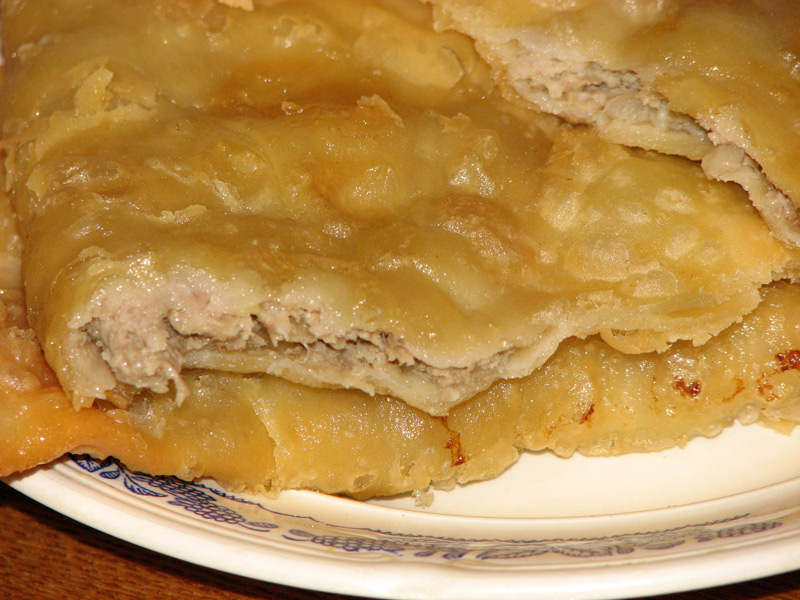
У розрізі
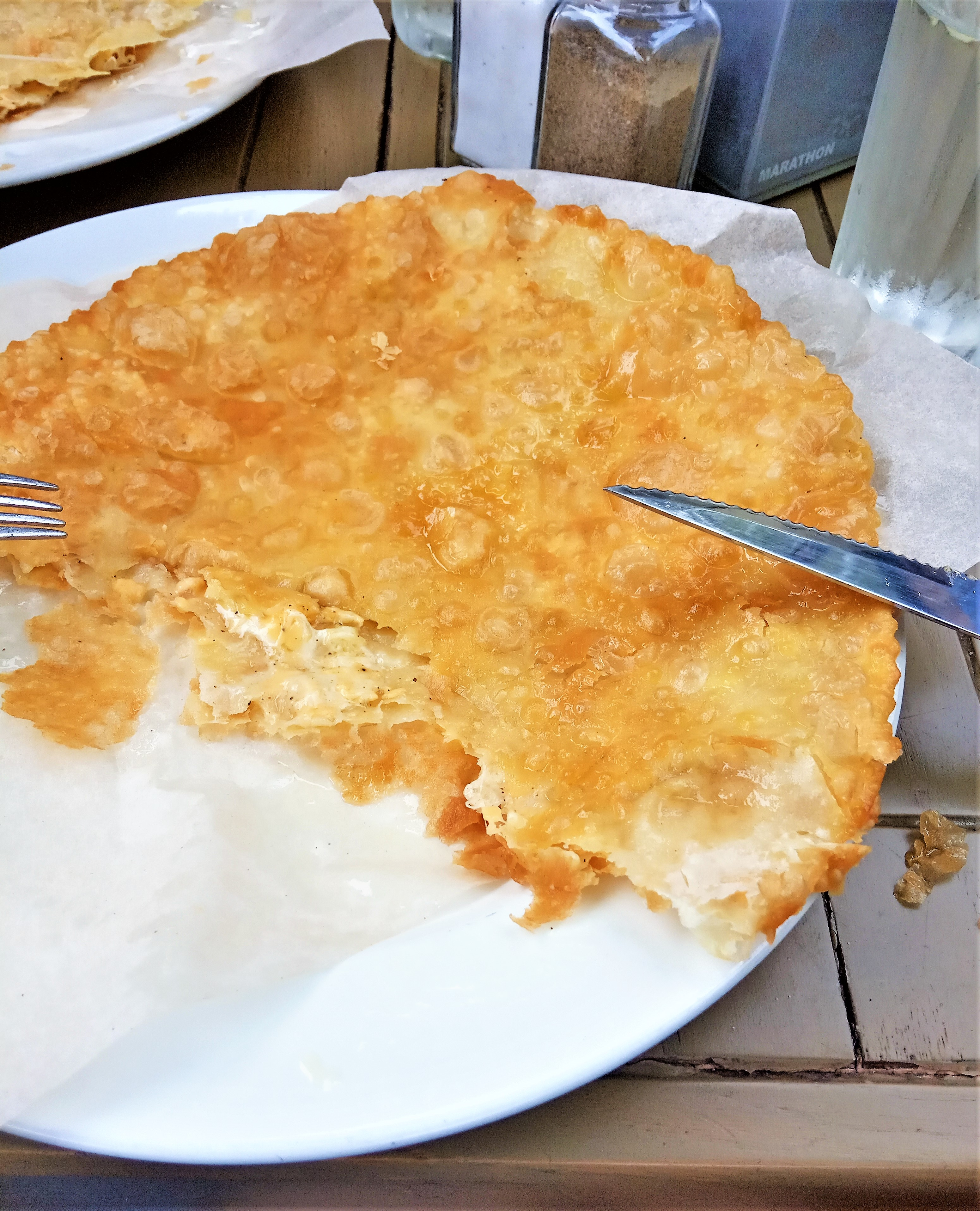
Із сиром